# Dobry Ruch
Dobry Ruch (do češtiny lze přeložit jako „Dobré hnutí“, „Dobrý pohyb“, nebo „Dobrý tah“) je polská liberální a libertariánská politická strana. Vznikla 19. dubna 2023, stranu vede bývalý poslanec hnutí Kukiz'15 Paweł Szramka.
Paweł Szramka byl v roce 2019 zvolen do Sejmu na kandidátce Polské koalice.

## Program
Dobry Ruch je klasickou liberální a proevropskou stranou, „myslící na osobní, ekonomickou a politickou svobodu všech občanů“. Ve své ideologické deklaraci se strana vyslovila pro legalizaci konopí, občanská partnerství, zavedení dobrovolného zdravotního pojištění, odluku církve od státu a decentralizaci. Přestože podporuje NATO a evropskou integraci, staví se proti evropskému superstátu.